# BBC Persian Television
BBC Persian Television é uma emissora de televisão do Irã pertencente à BBC. Iniciou suas atividades no dia 14 de janeiro de 2009. Tem transmissão no Irã e no Afeganistão, e sua programação é em fársi. É administrado pela BBC Worldwide e financiada pela taxa de licença de televisão britânica.